# Liolaemus calchaqui
Liolaemus calchaqui este o specie de șopârle din genul Liolaemus, familia Tropiduridae, descrisă de Lobo și Kretzschmer 1996. Conform Catalogue of Life specia Liolaemus calchaqui nu are subspecii cunoscute.